# Cricket internazionale nel 1896
La stagione internazionale di cricket del 1896 si è disputata dall'aprile del 1896 al settembre dello stesso anno. La stagione ha succeduto quella del 1895-1896 e preceduto quella del 1896-1897

## Sommario
| Tour internazionali | Tour internazionali | Tour internazionali | Tour internazionali | Tour internazionali | Tour internazionali | Tour internazionali |
| Data                | Squadra di casa     | Squadra ospite      | Risultato [Partite] | Risultato [Partite] | Risultato [Partite] | Risultato [Partite] |
| Data                | Squadra di casa     | Squadra ospite      | Test                | ODI                 | FC                  | LA                  |
| ------------------- | ------------------- | ------------------- | ------------------- | ------------------- | ------------------- | ------------------- |
| 22 giugno 1896      | Inghilterra         | Australia           | 2–1 [3]             | —                   | —                   | —                   |
| 21 agosto 1896      | Paesi Bassi         | Inghilterra         | —                   | —                   | 1–0 [1]             | —                   |

## Luglio

### Australia in Inghilterra
| Test No: 50 | 22–24 giugno | W. G. Grace | Harry Trott | Lord's, Londra                          | Inghilterra di 6 wickets |
| Test No: 51 | 16–18 luglio | W. G. Grace | Harry Trott | Old Trafford Cricket Ground, Manchester | Australia di 3 wickets   |
| Test No: 52 | 10–12 agosto | W. G. Grace | Harry Trott | Kennington Oval, Londra                 | Inghilterra di 66 runs   |